# Корюкіна
Корю́кіна (рос. Корюкина) — присілок у складі Білозерського району Курганської області, Росія. Входить до складу Білозерської сільської ради.
Населення — 772 особи (2010, 870 у 2002).